# 1374 Isora
1374 Isora este o planetă minoră (asteroid), cu un diametru de , din Mars-crossing asteroid[*]. A fost descoperită pe 21 octombrie 1935 la Observatorul Regal al Belgiei⁠(d) de Eugène Joseph Delporte și a fost numită după Rosi⁠(d). 
Obiectul prezintă o orbită caracterizată de o semiaxă mare de 2,2501626 UAi, o excentricitate de 0,277436, o înclinație de 5,29402 ° în raport cu ecliptica.